# Орден Спасителя
Орден Спасителя (греч. Τάγμα του Σωτήρος) — высшая государственная награда Греческой Республики.

## История
31 июля 1829 года Решением № 8 Четвертой Национальной Ассамблеи эллинов в Аргосе был учреждён первый греческий орден — «Орден Рыцарей Спасителя» под покровительством Иисуса Христа. Этим решением греческое правительство уполномочивалось для выпуска соответствующего закона, определяющего классы, знаки, количество рыцарей.
Определялось, что знаки ордена должны вручаться военнослужащим и гражданским лицам за верную службу Отечеству в священной борьбе, а также тем грекам, которые принимали участие в войне или оказывали финансовую поддержку.
Орден также предполагался как награда адмиралам великих держав, главнокомандующему французской армией, которая была послана для поддержки греческого государства, а также тем храбрым воинам французских экспедиционных сил, которых определит главнокомандующий.
Убийство президента Греции Иоанна Каподистриаса и последующие события препятствовали воплощению в жизнь решения Ассамблеи.
20 мая 1833 года первым греческим королём Оттоном орден был переучреждён как напоминание об освобождении Греции Божьей милостью.
После установления в Греции республиканского строя в 1973 году орден разделился на две части — королевскую (династическую) и республиканскую. Королевская часть жалуется свергнутым королём Константином II (знаки ордена имеют корону), а республиканская вручается Президентом Греческой Республики (вместо короны знаки республиканского ордена включают в себя лавровый венок).

## Положение о награде
По первоначальному статуту орден вручался греческим подданным за выдающиеся заслуги в войне за независимость или вклад в освобождение Греции, лицам, отличившимся на службе в армии, на флоте, на дипломатической, административной службе, в науках и искусствах или других сторонах общественной жизни. Он также вручался за заслуги перед троном и за деяния, прославляющие Грецию и способствующие её процветанию.
Иностранцы, которые подпадали под одну из указанных категорий, или имеющие личные заслуги, также могли быть удостоены этого ордена.
В 1926 году статут был изменён в силу истечения срока: «Знаки ордена предназначены для награждения греческих граждан, отличившихся в сражениях за Отечество, военнослужащих и гражданских лиц за заслуги перед Грецией, а также за исключительные заслуги. Допускается также награждение иностранных граждан».

## Описание
Орден Спасителя имеет пять степеней:
- Большой крест (греч. Μεγαλόσταυρος)
- Великий командор (греч. Ανώτερος Ταξιάρχης)
- Командор (греч. Ταξιάρχης)
- Офицер золотого креста (греч. Χρυσούς Σταυρός)
- Рыцарь серебряного креста (греч. Αργυρούς Σταυρός)

Орден Спасителя имеет знак ордена и звезду ордена. Две старшие степени имеют знак ордена и звезду ордена; три младшие степени — только знак ордена.

### Тип 1 (1833—1863)
Знак ордена — золотой мальтийский крест белой эмали, наложенный на венок зелёной эмали, состоящий из двух ветвей — лавровой и дубовой. В центре круглый золотой медальон с каймой синей эмали. В медальоне профильное погрудное изображение короля Оттона. На кайме надпись на греческом языке: «ΟΘΩΝ ΒΑΣΙΛΕΥΣ ΤΗΕ ΕΛΛΑΔΟΣ» (Оттон Басилевс Эллады). Знак при помощи переходного звена в виде золотой королевской короны крепится к орденской ленте.
Реверс знака аналогичен аверсу, за исключением центрального медальона: на поле синей эмали герб Греческого королевства — белый крест с баварским щитком. На кайме надпись: «Η ΔΕΞΙΑ ΣΟΥ ΧΕΙΡ ΚΥΡΙΕ ΔΕΔΟΞΑCΤΑΙ ΕΝ ΙCΧΥΙ».
Лента ордена шёлковая муаровая голубого цвета с тонкими белыми полосками, отстающими от края.

### Тип 2 (1863—1975)
Знак ордена — золотой мальтийский крест белой эмали, наложенный на венок зелёной эмали, состоящий из двух ветвей — лавровой и дубовой. В центре круглый золотой медальон с каймой синей эмали. В медальоне каноническое изображение Иисуса Христа в цветных эмалях. На кайме надпись на греческом языке: «Η ΔΕΞΙΑ ΣΟΥ ΧΕΙΡ ΚΥΡΙΕ ΔΕΔΟΞΑCΤΑΙ ΕΝ ΙCΧΥΙ». Знак при помощи переходного звена в виде золотой королевской короны крепится к орденской ленте.
Реверс знака аналогичен аверсу, за исключением центрального медальона: на поле синей эмали герб Греческого королевства — белый крест.
Звезда ордена серебряная восьмиконечная, состоящая из множества разновеликих лучиков с бриллиантовой огранкой, формирующих лучи звезды. В центре круглый золотой медальон с каймой синей эмали. В медальоне каноническое изображение Иисуса Христа в цветных эмалях. На кайме надпись на греческом языке: «Η ΔΕΞΙΑ ΣΟΥ ΧΕΙΡ ΚΥΡΙΕ ΔΕΔΟΞΑCΤΑΙ ΕΝ ΙCΧΥΙ».
Лента ордена шёлковая муаровая голубого цвета с тонкими белыми полосками, отстающими от края.

### Тип 3 (с 1975)
Знак ордена — золотой мальтийский крест белой эмали, наложенный на венок зелёной эмали, состоящий из двух ветвей — лавровой и дубовой. В центре круглый золотой медальон с каймой синей эмали. В медальоне каноническое изображение Иисуса Христа в цветных эмалях. На кайме надпись на греческом языке: «ΗΔΕΖΙΑ ΣΘ ΧΕΙΡ ΚΥΡΙΕ ΔΕΔΟΖΑCΤΑΙΕΝ ΙCΧΥΙ». Знак при помощи переходного звена в виде лаврового венка зелёной эмали крепится к орденской ленте.
Реверс знака аналогичен аверсу, за исключением центрального медальона: на поле синей эмали герб Греции — белый крест.
Звезда ордена серебряная восьмиконечная, состоящая из множества разновеликих лучиков с бриллиантовой огранкой, формирующих лучи звезды. В центре круглый золотой медальон с каймой синей эмали. В медальоне каноническое изображение Иисуса Христа в цветных эмалях. На кайме надпись на греческом языке: «ΗΔΕΖΙΑ ΣΘ ΧΕΙΡ ΚΥΡΙΕ ΔΕΔΟΖΑCΤΑΙΕΝ ΙCΧΥΙ».
Лента ордена шёлковая муаровая голубого цвета с тонкими белыми полосками, отстающими от края.

## Знаки ордена
Знаки и звёзды ордена Спасителя имеют три типа: два королевских и один республиканский.
| Большой крест               | Большой командорский крест  | Командорский крест          | Офицерский крест            | Рыцарский крест             |                             |
| Королевский орден Спасителя | Королевский орден Спасителя | Королевский орден Спасителя | Королевский орден Спасителя | Королевский орден Спасителя | Королевский орден Спасителя |
| --------------------------- | --------------------------- | --------------------------- | --------------------------- | --------------------------- | --------------------------- |
|                             |                             |                             |                             |                             |                             |
|                             |                             |                             |                             |                             |                             |
| Королевский орден Спасителя |                             |                             |                             |                             |                             |
|                             |                             |                             |                             |                             |                             |
|                             |                             |                             |                             |                             |                             |
| Орден Спасителя             |                             |                             |                             |                             |                             |
|                             |                             |                             |                             |                             |                             |
|                             |                             |                             |                             |                             |                             |
|                             |                             |                             |                             |                             |                             |